# Amedeo Bianchi
Amedeo Giacomo Bianchi (Badia Polesine, 24 settembre 1882 – Venezia, 1949) è stato un pittore italiano.

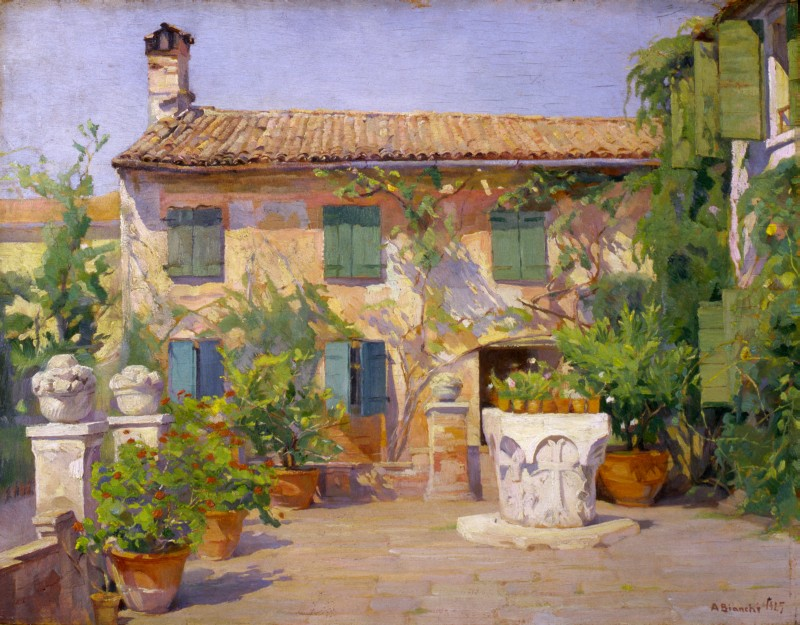
La casetta del giardiniere, 1925, collezioni d'arte della Fondazione Cariplo

Dopo aver frequentato la scuola d'arte applicata di Badia, fondata e diretta da Dante Mazzari Azzo Amedeo Bianchi studiò pittura con Giacomo Grossi nell’istituto d’arte e poi all'Accademia Albertina di Torino.
Diplomatosi nel 1906 con medaglia d’oro, tornò per qualche tempo nella sua Badia, dove nel 1909 decorò la sala consiliare del Municipio.
Nel 1910 ebbe la sua prima personale, che fu allestita presso l'Accademia dei Concordi di Rovigo.
Nel 1911 partecipò alla prima Esposizione d’Arte Provinciale a Rovigo.
Iniziata una parallela attività come insegnante, soggiornò ad Aosta, a Catania, dove nel 1913 ebbe modo di conoscere e di ritrarre Giovanni Verga e poi a Roma, prima del definitivo trasferimento a Venezia, come docente di disegno nell'istituto nautico.